# Pomnik Lotników Polskich w Olszynach
Pomnik Lotników Polskich w Olszynach – monument upamiętniający siedmiu polskich lotników z 1586 Eskadry do Zadań Specjalnych z jednostki lotniczej RAF, którzy zginęli w katastrofie samolotu w czasie II wojny światowej.

## Opis
W nocy z 16 sierpnia 1944r. samolot B-24 D Liberator MK VI z polską załogą wystartował z lotniska we Włoszech, był to lot samolotu z zaopatrzeniem dla powstańczej Warszawy. Załoga samolotu należała do 1586 Eskadry do Zadań Specjalnych stacjonującej na lotnisku Campo Cassale koło Brindisi na południowym wschodzie Włoch. Lot bojowy odbywał się na samolocie Liberator  Nr.ewid. 275 GR-R”, z załogą w składzie:
dowódca samolotu pilot kapitan (F/LT) Zygmunt Pluta, drugi pilot sierżant (W/O) Brunon Malejka, nawigator porucznik (W/O)Tadeusz Jencka, radiooperator kapral (F/SGT) Józef Dudziak, bombardier plutonowy (F/SGT) Bernard Wichrowski, mechanik pokładowy plutonowy (F/SGT) Jan Marecki, strzelec pokładowy plutonowy (W/O) Jan Florkowski.
Samolot w czasie lotu powrotnego do bazy w nocy 16/17 sierpnia około godz 2.18 został przechwycony i zaatakowany przez niemiecki nocny myśliwiec. Po krótkiej walce i po skutecznym ostrzale nocnego myśliwca wskutek uszkodzeń Liberator uległ katastrofie w Olszynach, załoga zginęła. 
Ciała lotników pochowano 19 sierpnia 1944r. na cmentarzu wojskowym w Olszynach. Po zakończeniu wojny w 1948r. po ekshumacji szczątki pochowanych lotników przeniesiono na cmentarz wojskowy Wspólnoty Brytyjskiej w Krakowie.
Monument postawiono 7 września 1969 r. w miejscu katastrofy samolotu dla uczczenia tragicznej śmierci siedmiu polskich lotników. Na pomniku umieszczono napis: „Poległym 17 VIII 1944 r. lotnikom 301 Polskiego Dyonu Lotniczego z Włoch niosącym pomoc dla powstańców Warszawy”. Na pomniku  w 1969r. umieszczono błędne dane samolotu, jednostki wojskowej i nazwiska poległych lotników. Późniejsze badania historyków w latach 90. oraz badania szczątków samolotu po eksploracji dokonanej w 2006r. pozwoliły ustalić prawdziwe dane samolotu i załogi. Pomnik został odnowiony i poświęcony w dniu 2 listopada 2000 roku, zaś 17 sierpnia 2010 r. odsłonięto nową tablicę pamiątkową, na której wymieniono faktyczne nazwiska członków załogi samolotu.

## Galeria

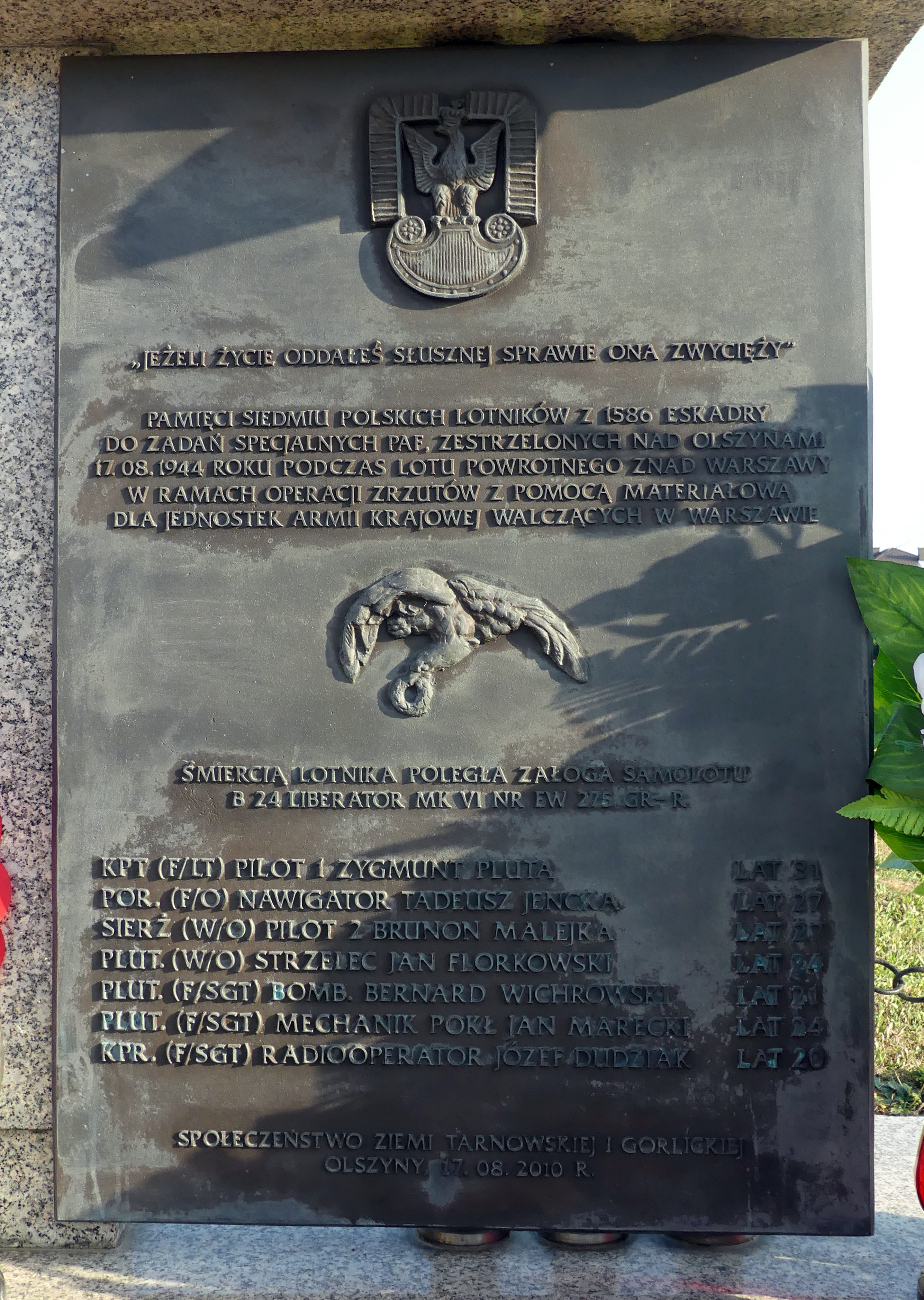
Tablica na pomniku
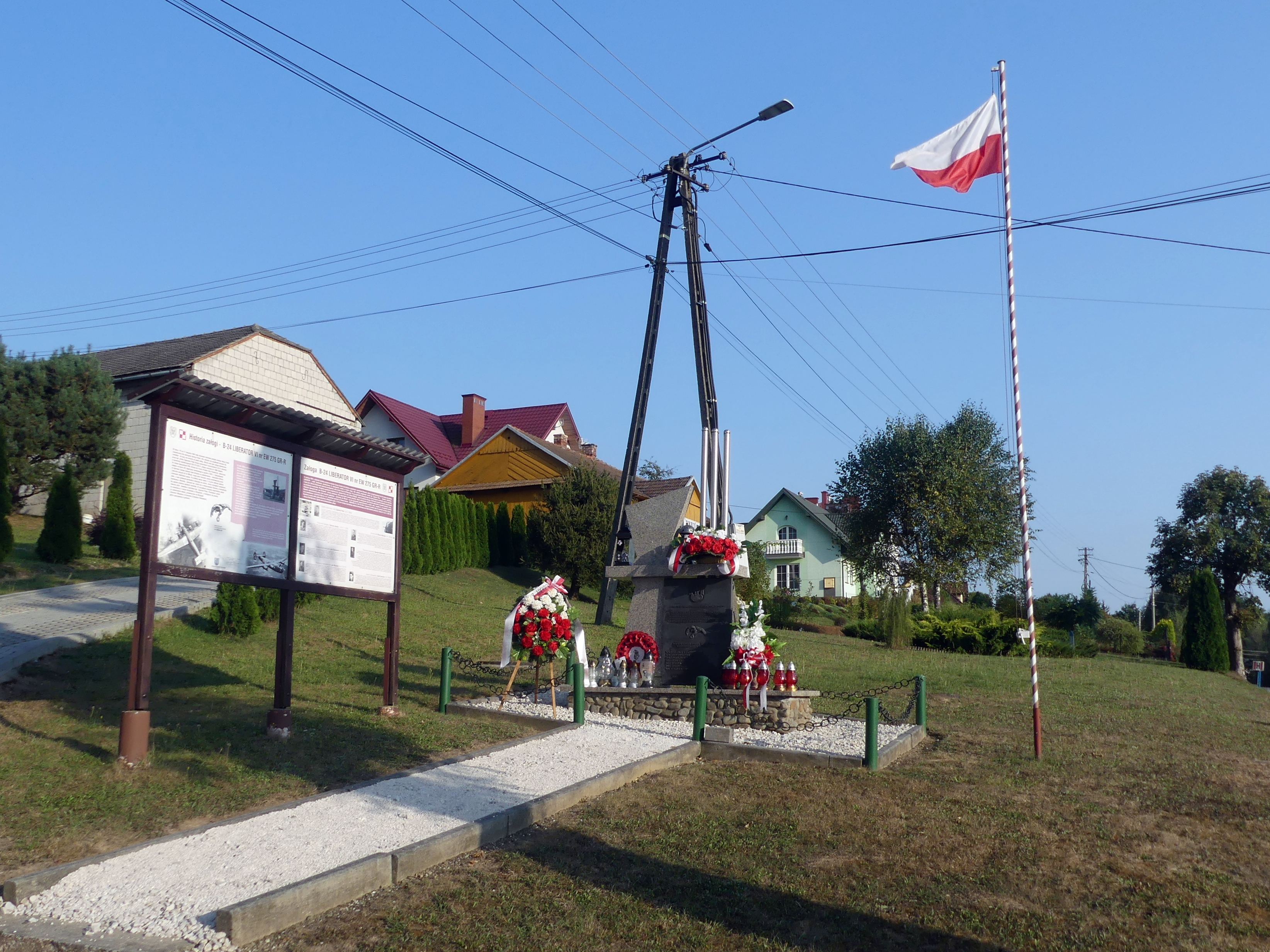
Widok ogólny, tablice opisowe
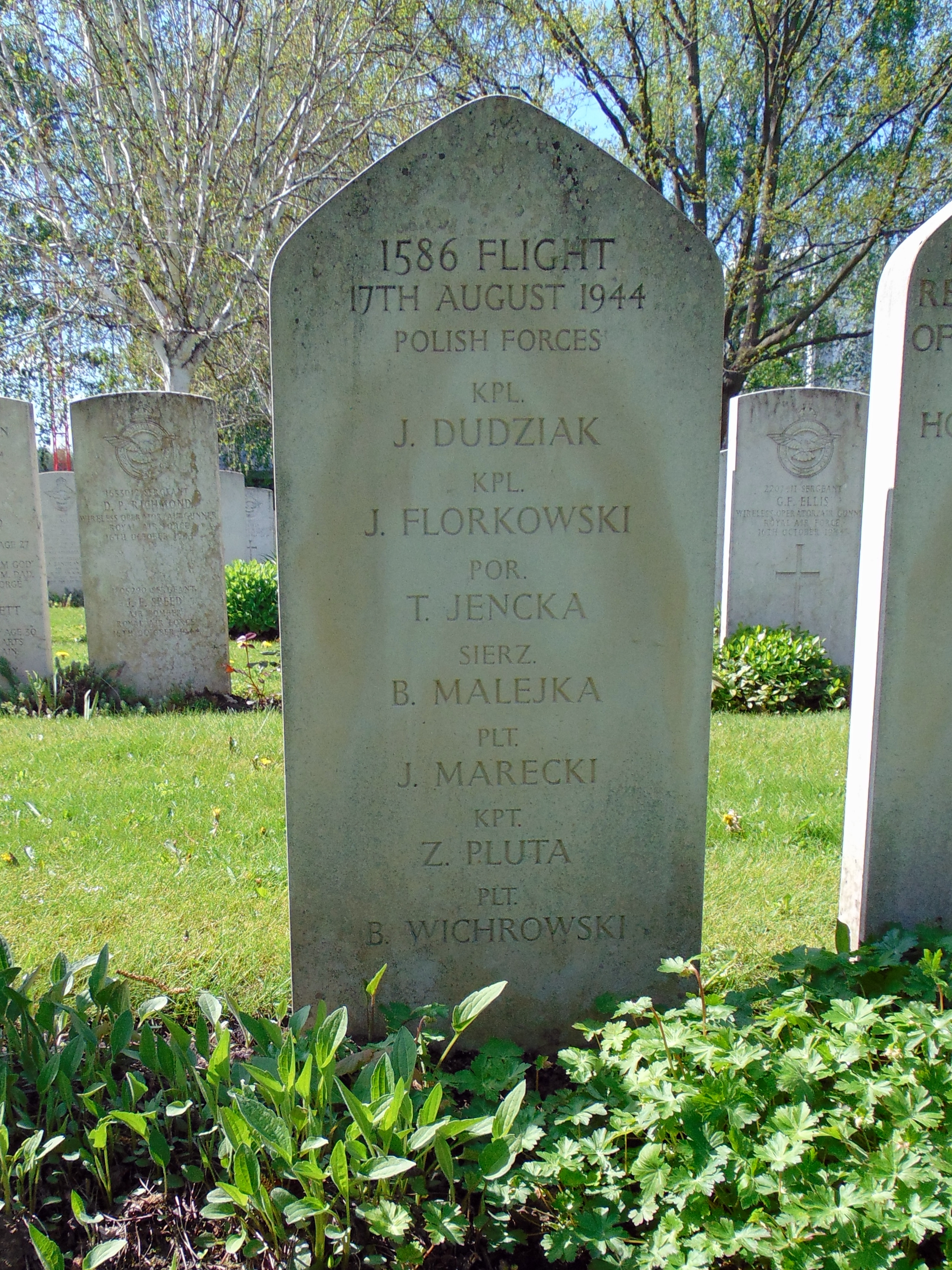
Grób lotnika Józefa Dudziaka na cmentarzu wojskowym  w Krakowie